# Sintula subterminalis
Sintula subterminalis är en spindelart som beskrevs av Robert Bosmans 1991. Sintula subterminalis ingår i släktet Sintula och familjen täckvävarspindlar.
Artens utbredningsområde är Algeriet. Inga underarter finns listade i Catalogue of Life.